# Gjat
El Gjat - Гжать (rus) - és un riu de Rússia, un afluent per l'esquerra del Vazuza. Passa per l'óblast de Smolensk. Té una llargària de 113 km i una conca de 2.370 km². La vila més important que hi ha a la vora del Gjat és Gagarin.